# Federazione italiana della caccia
La Federazione italiana della caccia (acronimo: FIDC), nota anche come Federcaccia, è la più importante e storica associazione nazionale di categoria che riunisce i cacciatori italiani.
Fondata nel gennaio del 1900, ha sede a Roma ed è stata tra i soci fondatori del Comitato olimpico nazionale italiano (CONI), dal quale non è stata più riconosciuta a partire dal 2000. Per consentire un riconoscimento ufficiale delle componenti sportive della disciplina (quelle che non comportano l'uccisione di animali),  la FIDC nello stesso anno contribuì alla nascita della Federazione italiana discipline armi sportive da caccia (FIDASC), riconosciuta dal CONI l'anno successivo.

## Storia
Alla vigilia dell'unità d'Italia, nei vari Stati della penisola in fatto di disposizioni relative alla caccia esisteva un vero e proprio mosaico normativo fatto di documenti emanati in tempi diversi e privi molto spesso di qualsiasi organicità e razionalità. Nella seconda metà dell'Ottocento, alcuni progetti di legge che avevano intrapreso l'iter parlamentare non giunsero in porto e l'unico elemento certo che si riuscì ad approvare fu l'inserimento dell'obbligo della licenza di caccia (art. 5) nell'ambito della legge di pubblica sicurezza del 23 dicembre 1874. Parallelamente, le società di tiro a segno, nate a scopo patriottico e militare subito dopo l'Unità d'Italia nell'orbita del movimento garibaldino, ebbero un'evoluzione significativa verso la fine del secolo fino a comprendere più di centomila persone e oltre centosessanta circoli sparsi prevalentemente nell'Italia centro-settentrionale. Nel 1882 esse furono sottomesse all'autorità dello Stato e poste sotto il controllo del Ministero degli interni e della guerra.
Questo tipo di associazionismo istituzionale favorì le forme associative di tipo sportivo, come le società di tiro al piccione, che nell'ultimo ventennio dell'Ottocento si diffusero nelle stesse località delle società di tiro a segno. Quasi negli stessi ambienti sociali e negli stessi luoghi presero forma le associazioni e i circoli della caccia, che costituivano un'evoluzione in senso sportivo di organismi sorti nell'ambito dell'ideologia risorgimentale e patriottica della "nazione armata".
Proprio dalle società venatorie veniva la spinta a una normativa nazionale sulla caccia: il 20-22 ottobre del 1881 si svolse a Milano il «Primo congresso cinegetico nazionale», promosso dalle associazioni venatorie milanesi e della Lombardia, seguito da altri congressi a Torino, Pavia e Fara d'Adda. In ogni assise di cacciatori si denunciava la diminuzione della "selvaggina sedentaria" e si reclamava una normativa più moderna e organica. Il 22 e 23 settembre del 1890 non più singoli cacciatori, ma ben ventisette associazioni sparse in tutta Italia decisero di promuovere quello che fu il «Primo congresso di società e circoli cacciatori italiani». Ne seguì un secondo a Genova nell'ottobre del 1892, promosso dalla Società dei cacciatori liguri, e un terzo a Brescia, su iniziativa del Circolo dei cacciatori bresciani, considerato un vero e proprio punto di riferimento dell'associazionismo venatorio italiano, in un'area dove la caccia si legava alla robusta industria locale delle armi.
All'inizio del Novecento, come stava avvenendo in altri settori sportivi, si cercò di legare le diverse associazioni venatorie in organismi federali. Così sorse a Roma nel 1899 una Federazione dei cacciatori italiani e nel 1906 una Federazione dei cacciatori riservisti, mentre nel 1900 prese vita la Federazione nazionale delle società cinegetiche. Fu l'Unione dei cacciatori liguri a promuovere l'idea di una federazione, ottenendo l'adesione di una ventina di società e circoli di cacciatori. Si creò a Roma un comitato e fu elaborato uno Statuto che ottenne l'approvazione di undici associazioni e 1261 adesioni individuali. Nel 1900 risultavano costituite ventisei sezioni e tre sub-sezioni. Si trattava, tuttavia, di strutture elitarie che non riuscivano a rappresentare la base del mondo venatorio. Ai vertici della Federazione figuravano esponenti del mondo politico, della nobiltà e degli alti gradi dell'esercito. Dopo pochi anni la Federazione entrò in crisi e si tornò all'idea di una Federazione delle associazioni cinegetiche. A promuovere l'iniziativa fu nel 1908 il presidente della Lega cacciatori milanesi e direttore della rivista Diritto di Caccia - Jus venandi, Enrico Perabò. La nuova Federazione fra le società cinegetiche fece capo alla Lega cacciatori milanesi e nel marzo del 1909 ottenne l'adesione di una cinquantina di associazioni. Ancora una volta l'assenza di una legge unica sulla caccia impedì all'associazionismo venatorio di darsi una struttura federale a livello nazionale. In realtà, furono proprio i Congressi a rappresentare il momento di scambio e di dibattito a livello nazionale fra le diverse esperienze dell'associazionismo venatorio sorte nell'Italia liberale. La stessa Federazione Cacciatori Italiani organizzò a Roma un Congresso nel novembre del 1902, senza peraltro coinvolgere le associazioni. Nel 1911 (11-14 novembre) si tenne a Roma un nuovo Congresso dei circoli cacciatori che riprendeva la tradizione iniziata nel 1890 con il Congresso di Pavia. Ormai le società dei cacciatori regolarmente riconosciute dal Ministero dell'agricoltura, industria e commercio erano circa un centinaio sparse in tutta Italia, ma con una netta prevalenza nel centro-nord, dove in origine si era mossa la spinta associativa all'interno del mondo venatorio italiano.
Una legge nazionale sulla caccia si ebbe solo nel 1923 (la n. 1420 del 24 giugno 1923); agli articoli 34 e 35 essa prevedeva l'istituzione di un registro delle associazioni dei cacciatori presso il Ministero dell'Agricoltura. Seguirono poi le disposizioni legislative degli anni successivi, con cui la Federazione trovò riconoscimento come interlocutore privilegiato nella regolamentazione dell'attività venatoria (che spetta oggi alle Regioni sia pure con le limitazioni conseguenti alla potestà legislativa statale in tema di tutela dell'ambiente, dell'ecosistema e dei beni culturali): il regio decreto 3 agosto 1928, n. 1997 (pubblicato nella Gazzetta ufficiale del 12 settembre 1928, n. 213), successivamente modificato dai regi decreti n. 187 del 15 gennaio 1931 e n. 1016 del 5 giugno 1939 e dalle leggi n. 968 del 27 dicembre 1977 e n. 157 dell'11 febbraio 1992.
Nel 1997 la Federcaccia contava circa 360.000 associati, pari al 59% dei cacciatori italiani.

Con la modifica statutaria approvata nel dicembre 2000, la Federcaccia ha dato vita alla FIDC, una Federazione di Associazioni venatorie regionali e delle province autonome ad essa federate.

## Organizzazione
Sono organi della Federazione:
- l'Assemblea nazionale, costituita dai presidenti delle sezioni provinciali federate;
- il Presidente, eletto dall'Assemblea nazionale, che ha la rappresentanza legale della Federazione e ne firma gli atti;
- il Consiglio nazionale, composto dal Presidente, da quattro Vice-presidenti e da 22 consiglieri eletti dall'Assemblea;
- il Consiglio di presidenza, composto dal Presidente, da quattro Vice-presidenti e da altri quattro componenti eletti dal Consiglio nazionale.

Sono organi di giustizia e controllo:
- il Collegio dei probiviri, composto da tre membri effettivi e due supplenti eletti dall'Assemblea, che decide sulle controversie insorte tra gli organi della Federazione o tra questi e le associazioni federate, oltre che sui provvedimenti disciplinari nei confronti dei dirigenti federali;
- la Commissione federale d'appello, composta da un Presidente e due membri effettivi eletti dall'Assemblea, che giudica in secondo grado (ricorsi avverso le decisioni del Collegio dei probiviri nazionale e degli organi di giustizia delle associazioni federate), nonché in ordine ad eventuali controversie sull'elezione dei membri del Collegio dei probiviri;
- il Collegio dei revisori dei conti, composto da tre membri effettivi e due supplenti eletti dall'Assemblea tra gli iscritti al registro nazionale dei revisori contabili.

## Attività
La Federcaccia elabora indirizzi generali per la gestione del territorio e della fauna selvatica e per lo svolgimento della attività venatoria; promuove la caccia e tutela gli interessi dei cittadini cacciatori. Aderisce alla Federazione europea delle associazioni per la caccia e la conservazione (FACE) e non persegue scopi di lucro. La Federazione promuove l'educazione naturalistica e venatoria del cittadino cacciatore e sviluppa attività formativa per favorire la crescita culturale e professionale dei propri associati. Sviluppa iniziative di tutela ambientale ed ecologica e di vigilanza sulle acque interne anche in collaborazione con altre associazioni venatorie, agricole e ambientaliste. Svolge attività di protezione civile quali l'azione antincendio e la prevenzione del bracconaggio, provvede all'organizzazione di manifestazioni e attività sportive (cinofilia e tiro), in relazione ai propri fini istituzionali promuove la ricerca e gli studi scientifici.